# Lista de universidades privadas do Brasil
Abaixo está a lista de universidades privadas no Brasil.

## Centro-Oeste
- Pontifícia Universidade Católica de Goiás (PUC Goiás)[2]
- Universidade Católica de Brasília (UCB)[3]
- Universidade Evangélica de Goiás (UniEVANGÉLICA)
- Universidade Católica Dom Bosco (UCDB)[4]
- Universidade de Cuiabá (UNIC)
- Universidade para o Desenvolvimento do Estado e da Região do Pantanal (UNIDERP)
- Universidade Paulista (UNIP)
- Universidade Salgado de Oliveira (UNIVERSO)

## Nordeste
- Universidade Católica de Pernambuco (UNICAP)[5]
- Universidade Católica do Salvador (UCSAL)[6]
- Universidade CEUMA (CEUMA)
- Universidade de Fortaleza (UNIFOR)
- Universidade Potiguar (UNP)
- Universidade Salvador (UNIFACS)
- Universidade Tiradentes (UNIT)

## Norte
- Universidade da Amazônia (UNAMA)
- Universidade Luterana do Brasil (ULBRA)
- Universidade Nilton Lins (UNINILTONLINS)
- Universidade Paulista (UNIP)

## Sudeste
- Pontifícia Universidade Católica de Campinas (PUC-Campinas)[7]
- Pontifícia Universidade Católica de Minas Gerais (PUC-Minas)[8]
- Pontifícia Universidade Católica de São Paulo (PUC-SP)
- Pontifícia Universidade Católica do Rio de Janeiro (PUC-Rio)[9]
- Universidade Anhembi Morumbi (UAM)
- Universidade Bandeirante de São Paulo (UNIBAN)
- Universidade Braz Cubas (UBC)
- Universidade Camilo Castelo Branco (UNICASTELO)
- Universidade Cândido Mendes (UCAM)
- Universidade Castelo Branco (UCB)
- Universidade Católica de Petrópolis (UCP)[10]
- Universidade Católica de Santos (UNISANTOS)[11]
- Universidade Celso Lisboa (UCL)
- Universidade Central Paulista (UNICEP)
- Universidade Cidade de São Paulo (UNICID)
- Universidade Cruzeiro do Sul (UNICSUL)
- Universidade de Araraquara (UNIARA)
- Universidade de Franca (UNIFRAN)
- Universidade de Itaúna (UI)
- Universidade de Marília (UNIMAR)
- Universidade de Mogi das Cruzes (UMC)
- Universidade de Ribeirão Preto (UNAERP)
- Universidade de Rio Preto (UNIRP)
- Universidade de Santo Amaro (UNISA)
- Universidade de Sorocaba (UNISO)
- Universidade de Uberaba (UNIUBE)
- Universidade do Grande ABC (UNIABC)
- Universidade do Grande Rio (UNIGRANRIO)
- Universidade do Oeste Paulista (UNOESTE)
- Universidade do Sagrado Coração (USC)
- Universidade do Vale do Paraíba (UNIVAP)
- Universidade do Vale do Sapucaí (UNIVÁS)
- Universidade dos Grandes Lagos (UNILAGO)
- Universidade Estácio de Sá (UNESA)
- Universidade FUMEC (FUMEC)
- Universidade Gama Filho (UGF)
- Universidade Guarulhos (UNG)
- Universidade Ibirapuera (UNIB)
- Universidade Iguaçu (UNIG)
- Universidade José do Rosário Vellano (UNIFENAS)
- Universidade Metodista de Piracicaba (UNIMEP)
- Universidade Metodista de São Paulo (UMESP)
- Universidade Metropolitana de Santos (UNIMES)
- Universidade Nove de Julho (UNINOVE)
- Universidade Paulista (UNIP)
- Universidade Presbiteriana Mackenzie (MACKENZIE)
- Universidade Presidente Antônio Carlos (UNIPAC)
- Universidade Salgado de Oliveira (UNIVERSO)
- Universidade Santa Cecília (UNISANTA)
- Universidade Santa Úrsula (USU)
- Universidade São Francisco (USF)
- Universidade São Judas Tadeu (USJT)
- Universidade São Marcos (USM)
- Universidade Severino Sombra (USS)
- Universidade Vale do Rio Doce (UNIVALE)
- Universidade Vale do Rio Verde (UNINCOR)
- Universidade Veiga de Almeida (UVA)
- Universidade Vila Velha (UVV)

## Sul
- Pontifícia Universidade Católica do Paraná (PUC-PR)[12]
- Centro Universitário Ritter dos Reis (UniRitter)
- Pontifícia Universidade Católica do Rio Grande do Sul (PUC-RS)[13]
- Universidade Católica de Pelotas (UCPEL)[14]
- Universidade Comunitária Regional de Chapecó (UNOCHAPECÓ)
- Universidade da Região da Campanha (URCAMP)
- Universidade da Região de Joinville (UNIVILLE)
- Universidade Alto Vale do Rio do Peixe (UNIARP)
- Universidade de Caxias do Sul (UCS)
- Universidade de Cruz Alta (UNICRUZ)
- Universidade Cesumar (UniCesumar)
- Universidade de Passo Fundo (UPF)
- Universidade de Santa Cruz do Sul (UNISC)
- Universidade do Contestado (UNC)
- Universidade do Oeste de Santa Catarina (UNOESC)
- Universidade do Planalto Catarinense (UNIPLAC)
- Universidade do Extremo Sul Catarinense (UNESC)
- Universidade do Sul de Santa Catarina (UNISUL)
- Universidade do Vale do Rio dos Sinos (UNISINOS)
- Universidade do Vale do Itajaí (UNIVALI)
- Universidade do Vale do Taquari (UNIVATES)
- Universidade Feevale (FEEVALE)
- Universidade Franciscana (UFN)
- Universidade Luterana do Brasil (ULBRA)
- Universidade Norte do Paraná (UNOPAR)
- Universidade para o Desenvolvimento do Alto Vale do Itajaí (UNIDAVI)
- Universidade Paranaense (UNIPAR)
- Universidade Positivo (UP)
- Universidade Regional do Noroeste do Estado do Rio Grande do Sul (UNIJUI)
- Universidade Regional Integrada do Alto Uruguai e das Missões (URI)
- Universidade Tuiuti do Paraná (UTP)
- Universidade La Salle (UNILASALLE)